# Фиджини, Стефано
Стефано Фиджини (род. 12 июня 1987 года) — итальянский пловец в ластах.

## Карьера
Многократный чемпион мира и Европы. Обладатель множества наград чемпионатов мира, Европы, Италии.
Двукратный победитель Всемирных игр.
В 2005—2012 годах установил 19 мировых рекордов. Рекорды на дистанциях 200 и 800 метров остаются действующими.